# Ой-Пожум
Ой-Пожум — деревня в Кочёвском районе Пермского края. Входит в состав Кочёвского сельского поселения. Располагается западнее районного центра, села Кочёво. Расстояние до районного центра составляет 8 км. По данным Всероссийской переписи населения 2010 года, в деревне проживало 39 человек (19 мужчин и 20 женщин).

## История
По данным на 1 июля 1963 года, в деревне проживало 209 человек. Населённый пункт входил в состав Кочёвского сельсовета.